# 1981 w muzyce
Wydarzenia muzyczne w 1981 roku.

## Wydarzenia
- Powstał Tappi Tíkarrass.
- Powstała grupa Pantera.
- Thurston Moore, Kim Gordon i Lee Ranaldo założyli zespół Sonic Youth.
- Światowe, historyczne niemal, trwające blisko rok tournée grupy Kraftwerk.
- Z inicjatywy Nikkiego Sixxa i Tommy’ego Lee powstał amerykański zespół Mötley Crüe.
- Dwóch raperów DJ Run i D.M.C. wraz z DJ-em Jam Master Jay założyli hip-hopową grupę Run-D.M.C.
- Powstał zespół Slayer.
- Lars Ulrich i James Hetfield założyli zespół Metallica.
- Powstał zespół Kino.
- W lutym grupa Queen wyruszyła na krótką trasę koncertową „Live Flash Gordon” po Japonii.
- W marcu i wrześniu rozpoczęła się trasa koncertowa zespołu Queen po Ameryce Południowej o nazwie „Gluttons For Punishment”.
- 11 kwietnia – Eddie Van Halen poślubił aktorkę Valerie Bertinelli.
- 8 maja – pierwszy przegląd rockowy „Rock Arena” w Poznaniu[1].
- 18 maja – powstała grupa Lombard[1].
- 29 maja – grupa Throbbing Gristle dała swój ostatni koncert w klubie Kezar Pavilion, San Francisco, USA. Koncert dokumentuje płyta Mission of Dead Souls
- 10 czerwca – letnie amerykańskie tournée 1981 Bobna Dylana.
- 1 sierpnia – MTV zadebiutowało w telewizji kablowej nadając teledyski przez 24 godziny na dobę.
- 19 sierpnia – spotkali się wokalista Neil Tennant i klawiszowiec Chris Lowe, muzycy którzy założyli duet Pet Shop Boys.
- 2 listopada – wydany został pierwszy kompilacyjny album grupy Queen – Greatest Hits.
- 24–25 listopada – grupa Queen zagrała dwa koncerty w Montrealu.
- Umowny koniec ery disco i początek ery hip-hopu i metalu.

## Urodzili się
- 1 stycznia – Naughty Boy, właśc. Shahid Khan, brytyjski DJ i producent muzyczny
- 3 stycznia – Bartłomiej Kielar, polski piosenkarz i raper, członek zespołu Verba
- 4 stycznia – Silvy De Bie, belgijska piosenkarka
- 5 stycznia – deadmau5, właśc. Joel Thomas Zimmerman, kanadyjski DJ i producent muzyczny
- 7 stycznia
  - Ania Dąbrowska, polska piosenkarka, autorka tekstów
  - Anna Dereszowska, polska aktorka i piosenkarka
- 8 stycznia
  - Jarosław Baran, polski muzyk, kompozytor, multiinstrumentalista i producent muzyczny
  - Deep, właśc. Paweł Paczkowski, polski raper i producent muzyczny
- 10 stycznia
  - Nasri, kanadyjski piosenkarz pochodzenia palestyńskiego, autor tekstów, producent muzyczny i muzyk zespołu Magic!
  - Tamta, grecko-gruzińska piosenkarka
- 11 stycznia
  - Jamelia, brytyjska piosenkarka
  - Tom Meighan, brytyjski wokalista zespołu Kasabian
- 13 stycznia
  - Jason James, walijski muzyk metalowy, gitarzysta basowy i perkusista, członek grupy Bullet for My Valentine
  - Hania Stach, polska piosenkarka popowa
- 14 stycznia
  - Rosa López, hiszpańska piosenkarka
  - Rafał Rozmus, polski kompozytor, dyrygent, doktor muzykologii
- 15 stycznia – Pitbull, właśc. Armando Pérez, amerykański raper, piosenkarz i producent muzyczny
- 17 stycznia
  - Daniel Diges, hiszpański piosenkarz i aktor
  - Łukasz Kulczak, polski gitarzysta
- 21 stycznia – Michel Teló, brazylijski piosenkarz, kompozytor i tancerz
- 22 stycznia – Ben Moody, amerykański muzyk, kompozytor i gitarzysta
- 23 stycznia – Pauliina Kokkonen, fińska piosenkarka i nauczycielka śpiewu
- 25 stycznia
  - Alicia Keys, amerykańska piosenkarka i pianistka
  - Toše Proeski, macedoński piosenkarz (zm. 2007)
- 26 stycznia – Gustavo Dudamel, wenezuelski dyrygent i skrzypek
- 29 stycznia – Jonny Lang, amerykański gitarzysta i wokalista bluesowy
- 31 stycznia
  - Julija Naczałowa, rosyjska piosenkarka, aktorka i osobowość telewizyjna (zm. 2019)
  - Justin Timberlake, amerykański piosenkarz
- 1 lutego – Gustaf Norén, szwedzki piosenkarz i gitarzysta zespołu Mando Diao
- 2 lutego – Miłosz Pękala, polski perkusjonista, wykładowca akademicki
- 5 lutego – Julie Zenatti, francuska piosenkarka
- 9 lutego – The Rev, właśc. James Sullivan, amerykański perkusista, były członek zespołu Avenged Sevenfold (zm. 2009)
- 10 lutego – Natasha Saint-Pier, kanadyjska piosenkarka
- 11 lutego – Kelly Rowland, amerykańska wokalistka, członkini Destiny’s Child
- 12 lutego – Lisa Hannigan, irlandzka piosenkarka, autorka tekstów i muzyk
- 15 lutego – Olivia, amerykańska wokalistka R&B
- 17 lutego
  - Paris Hilton, amerykańska celebrytka, aktorka, piosenkarka, projektantka mody i DJ-ka
  - Ray J, właśc.  William Norwood Jr., amerykański piosenkarz, autor tekstów, producent muzyczny i aktor
- 19 lutego
  - Beth Ditto, amerykańska piosenkarka i autorka tekstów, wokalistka zespołu Gossip
  - Antonio Martos Ortiz, hiszpański piosenkarz i kompozytor
- 27 lutego – Evi Goffin, belgijska piosenkarka i prezenterka telewizyjna
- 3 marca – Lil’ Flip, właśc. Wesley Eric Weston Jr., amerykański raper
- 4 marca – Daniel Moszczyński, polski piosenkarz, muzyk sesyjny, kompozytor, tekściarz oraz producent muzyczny
- 10 marca – Katarzyna Haras, polska śpiewaczka operowa (mezzosopran)
- 11 marca
  - Ignacy Ereński, polski piosenkarz, raper i autor tekstów, były członek zespołu Verba
  - LeToya Luckett, amerykańska piosenkarka, autorka tekstów i modelka
- 14 marca – Katarína Knechtová, słowacka piosenkarka, autorka tekstów i gitarzystka
- 15 marca – Veronica Maggio, szwedzka piosenkarka
- 17 marca – Nicky Jam, właśc. Nick Caminero, amerykański piosenkarz i autor tekstów
- 18 marca – LP, właśc. Laura Pergolizzi, amerykańska piosenkarka i autorka tekstów
- 19 marca – Marysia Starosta, polska piosenkarka, kompozytorka i autorka tekstów
- 21 marca – Olga Podgajska, białoruska kompozytorka, organistka, pedagog muzyczny
- 25 marca – Cato Sundberg, norweski piosenkarz, autor tekstów, gitarzysta i muzyk zespołu Donkeyboy
- 26 marca
  - Zayar Thaw, birmański polityk i muzyk hip-hop (zm. 2022)
  - Jay Sean, brytyjski piosenkarz
- 27 marca – JJ Lin, singapurski piosenkarz, autor tekstów, producent muzyczny, aktor i biznesmen
- 3 kwietnia
  - Marzena Diakun, polska dyrygentka i pedagog
  - Gim, niemiecka piosenkarka pochodzenia indyjskiego
- 4 kwietnia – Zaturno, chilijski raper
- 12 kwietnia – Damien Schmitt, francuski perkusista jazzowy
- 14 kwietnia
  - Jacques Houdek, chorwacki piosenkarz
  - Willy William, francuski piosenkarz, DJ i producent muzyczny
- 16 kwietnia – Loulou Lamotte, szwedzka piosenkarka i autorka tekstów, członkini zespołu The Mamas
- 17 kwietnia
  - Hanna Pakarinen, fińska piosenkarka
  - Jakub Urbańczyk, polski tubista i pedagog
- 18 kwietnia
  - Ero, właśc. Michał Gabriel Czajkowski, polski raper
  - Sol Gabetta, argentyńska wiolonczelistka
- 20 kwietnia – Ermal Meta, włosko-albański piosenkarz i autor tekstów
- 26 kwietnia
  - Caro Emerald, holenderska piosenkarka jazzowa
  - Ms. Dynamite, właśc. Niomi McLean-Daley, brytyjska piosenkarka, raperka, autorka tekstów i producentka muzyczna
- 27 kwietnia – Sandy Mölling, niemiecka piosenkarka, prezenterka telewizyjna, tancerka i aktorka
- 30 kwietnia
  - David Zowie, brytyjski DJ i producent muzyczny
  - Piotr Nalicz, rosyjski piosenkarz i kompozytor
- 5 maja – Craig David, brytyjski piosenkarz R&B
- 7 maja – Maria Radner, niemiecka śpiewaczka operowa (alt) (zm. 2015)
- 8 maja – Björn Dixgård, szwedzki piosenkarz i gitarzysta zespołu Mando Diao
- 12 maja
  - Gers Pardoel, belgijski raper
  - Anna Stępniewska, polska wokalistka jazzowa, pedagog
  - Ben Westbeech, brytyjski DJ i producent muzyczny występujący jako Breach
- 13 maja – Florent Mothe, francuski kompozytor, muzyk i autor tekstów piosenek
- 15 maja – Ben, niemiecki piosenkarz, prezenter telewizyjny i aktor
- 16 maja – Proceente, właśc. Michał Kosiorowski, polski raper
- 17 maja
  - Alessia D’Andrea, włoska piosenkarka występująca pod pseudonimem Andrea
  - Sziri Majmon, izraelska piosenkarka
- 19 maja – Yo Gotti, właśc. Mario Mims, amerykański raper
- 20 maja – Rachel Platten, amerykańska piosenkarka i autorka tekstów
- 21 maja – Maximilian Mutzke, niemiecki piosenkarz, kompozytor i perkusista
- 30 maja
  - Devendra Banhart, amerykański wokalista, gitarzysta, muzyk rockowy, bard
  - C-Bool, właśc. Grzegorz Cebula, polski DJ i producent muzyczny
- 31 maja – Joanna Kozak, polska piosenkarka, autorka tekstów, kompozytorka i projektantka mody, wokalistka zespołu Farba
- 1 czerwca
  - Brandi Carlile, amerykańska piosenkarka, autorka tekstów i piosenek
  - Olli Vänskä, fiński skrzypek, muzyk folk metalowego zespołu Turisas
- 8 czerwca – Rafał Brzozowski, polski piosenkarz, gitarzysta i prezenter telewizyjny
- 10 czerwca
  - Łukasz Kowalski, polski muzyk sesyjny, klawiszowiec, kompozytor i producent muzyczny
  - Hannah Blilie, amerykańska perkusistka zespołu Gossip
- 13 czerwca – Radek Łukasiewicz, polski multiinstrumentalista, autor tekstów, kompozytor muzyki teatralnej i filmowej, producent muzyczny oraz realizator dźwięku
- 15 czerwca
  - Hubert Rutkowski, polski pianista, pedagog
  - Marcin Wojciechowski, polski dziennikarz muzyczny
- 18 czerwca
  - Scooter Braun, amerykański menadżer, łowca muzycznych talentów i biznesmen
  - Alla Fedynitch, niemiecka basistka metalowa
- 21 czerwca – Shawty Redd, amerykański producent muzyczny, raper oraz autor tekstów
- 23 czerwca – Antony Costa, brytyjski piosenkarz i aktor, członek zespołu Blue
- 26 czerwca – Damien Sargue, francuski piosenkarz i aktor musicalowy
- 27 czerwca – Mikaben, haitański piosenkarz, autor piosenek i producent muzyczny (zm. 2022)
- 28 czerwca – DKA, właśc. Daniel Kaczmarczyk, polski raper i producent muzyczny
- 1 lipca – Robert Stefański, polski klarnecista i pedagog
- 5 lipca
  - Ann Winsborn, szwedzka piosenkarka
  - Linda Sundblad, szwedzka piosenkarka, aktorka i modelka
- 7 lipca
  - Synyster Gates, amerykański gitarzysta metalowy, muzyk zespołu Avenged Sevenfold
  - Omar Naber, słoweński piosenkarz
  - Paulina Pospieszalska, polska wokalistka
- 12 lipca – Maya Sar, bośniacka piosenkarka i kompozytorka
- 14 lipca – Milow, belgijski piosenkarz i autor tekstów
- 17 lipca
  - Gedymin Grubba, polski organista, kompozytor i dyrygent
  - Piotr Maślanka, polski wokalista i multiinstrumentalista
- 21 lipca
  - Romeo Santos, amerykański piosenkarz, autor tekstów, producent muzyczny, aktor i kompozytor
  - Blake Lewis, amerykański piosenkarz, autor tekstów i beatbokser
  - Paloma Faith, brytyjska piosenkarka, autorka tekstów i aktorka
- 25 lipca – Kizito Mihigo, rwandyjski wokalista i organista, kompozytor i autor piosenek, działacz na rzecz pokoju (zm. 2020)
- 27 lipca – Natalia Lesz, polska piosenkarka i aktorka
- 31 lipca – Ira Losco, maltańska piosenkarka
- 1 sierpnia
  - Wojciech Witczak, polski basista zespołu Afromental
  - Tijana Bogićević, serbska piosenkarka
- 2 sierpnia
  - Vlad Miriță, rumuński piosenkarz i śpiewak operowy
  - Łukasz Drapała, polski piosenkarz i autor tekstów
- 4 sierpnia
  - Beto Betuk, portugalski perkusista i kompozytor
  - Melanie Münch, niemiecka piosenkarka, współtworząca zespół Groove Coverage
- 6 sierpnia – Travis McCoy, amerykański raper i piosenkarz zespołu Gym Class Heroes
- 8 sierpnia – Harel Ska’at, izraelski piosenkarz
- 14 sierpnia – Michał Rudaś, polski chórzysta i piosenkarz muzyki pop, raga, etno, soul
- 20 sierpnia – Łukasz Kuropaczewski, polski gitarzysta klasyczny
- 21 sierpnia – Mike Candys, szwajcarski DJ i producent muzyczny
- 26 sierpnia – Gwyneth Herbert, brytyjska piosenkarka jazzowa, autorka tekstów, kompozytorka, multiinstrumentalistka i producentka muzyczna
- 30 sierpnia – Diodato, włoski piosenkarz i autor tekstów
- 4 września – Beyoncé, właśc. Giselle Knowles-Carter, amerykańska wokalistka, autorka piosenek, producentka, aktorka, tancerka i projektantka mody
- 5 września – Dinah Yonas Manna, szwedzka piosenkarka i autorka tekstów, członkini zespołu The Mamas
- 6 września – Witold Mikołajczuk (Witek Muzyk Ulicy), polski muzyk, kompozytor, akordeonista, gitarzysta, wokalista, autor tekstów i aranżer (zm. 2024)
- 8 września – DJ Control, fiński DJ, producent muzyczny i gitarzysta, członek zespołu Beats and Styles
- 11 września – Charles Kelley, amerykański piosenkarz i autor tekstów, członek zespołu Lady Antebellum
- 12 września – Jennifer Hudson, amerykańska aktorka i piosenkarka
- 14 września – Miyavi, japoński piosenkarz, autor tekstów, gitarzysta i producent muzyczny
- 16 września
  - Marcin Wyrostek, polski akordeonista
  - Flame, amerykański raper
  - Skubas, właśc. Radosław Skubaja, polski piosenkarz, gitarzysta i kompozytor
- 18 września
  - Bob One, właśc. Bogumił Morawski, polski piosenkarz reggae
  - Jennifer Tisdale, amerykańska aktorka, modelka, piosenkarka i tancerka
- 21 września – Nicole Richie, amerykańska piosenkarka i aktorka
- 22 września – Joci Pápai, węgierski piosenkarz, raper i gitarzysta
- 23 września
  - Natalie Horler, niemiecka piosenkarka, współtworząca zespół Cascada
  - Saimir Pirgu, albański śpiewak operowy (tenor)
- 24 września – Fuego, właśc. Miguel Duran, dominikański piosenkarz, autor tekstów, i kompozytor
- 26 września
  - Yao Beina, chińska piosenkarka pop (zm. 2015)
  - Christina Milian, amerykańska aktorka i piosenkarka
- 28 września – Jake Owen, amerykański piosenkarz i autor tekstów
- 2 października
  - Andrzej Lampert, polski wokalista i współtwórca zespołu PIN
  - Sidney Samson, holenderski DJ i producent muzyczny
- 6 października – Jakub Jakowicz, polski skrzypek
- 10 października – Una Healy, irlandzka piosenkarka, autorka tekstów, muzyk i prezenterka telewizyjna, członki zespołu The Saturdays
- 14 października – Rusłan Alechna, białoruski piosenkarz
- 15 października – Keyshia Cole, amerykańska wokalistka R&B i autorka tekstów
- 16 października – Ali B, marokańsko-holenderski raper i satyryk
- 19 października – Iwona Sobotka, polska śpiewaczka operowa (sopran)
- 20 października – Kaori Kobayashi, japoński saksofonista
- 26 października – Guy Sebastian, australijski piosenkarz i autor tekstów
- 27 października – Salem Al Fakir, szwedzki piosenkarz i muzyk
- 28 października – Pyhimys, fiński raper i autor tekstów
- 2 listopada – Tomasz Szczepanik, polski piosenkarz i muzyk zespołu Pectus
- 8 listopada – Kaye Styles, belgijski raper
- 9 listopada – Eyedea, amerykański raper (zm. 2010)
- 11 listopada – Raphael Gualazzi, włoski pianista i piosenkarz jazzowy i bluesowy
- 16 listopada – Kate Miller-Heidke, australijska piosenkarka, autorka tekstów i aktorka
- 17 listopada
  - Sarah Harding, brytyjska piosenkarka Girls Aloud (zm. 2021)
  - Kimberly Walsh, brytyjska piosenkarka Girls Aloud
- 20 listopada – Scott Hutchison, szkocki piosenkarz, tekściarz, gitarzysta gatunku indie rock (zm. 2018)
- 23 listopada – Lawrence Leathers, amerykański perkusista jazzowy (zm. 2019)
- 24 listopada
  - Dumè, właśc. Dominique Mattei, francuski piosenkarz, kompozytor i aktor musicalowy
  - Dominik Wania, polski muzyk jazzowy i klasyczny
- 26 listopada – Natasha Bedingfield, brytyjska piosenkarka
- 27 listopada – Sibille Attar, szwedzka piosenkarka i autorka tekstów francuskiego pochodzenia
- 28 listopada – Paweł Kowalczyk, polski piosenkarz
- 2 grudnia – Britney Spears, amerykańska piosenkarka
- 10 grudnia – Paula Vesala, fińska piosenkarka, autorka tekstów, aktorka i dramaturg
- 13 grudnia – Amy Lee, amerykańska piosenkarka Evanescence
- 15 grudnia – Piotr Waglewski, polski muzyk hip-hopowy, perkusista, DJ, producent; syn Wojciecha Waglewskiego
- 16 grudnia – Miu Chu, tajwańska piosenkarka pop (zm. 2022)
- 17 grudnia
  - Wacław Kiełtyka, polski gitarzysta rockowy i kompozytor
  - Eugene Tzigane, amerykański dyrygent
- 18 grudnia – Maciej Obara, polski saksofonista i kompozytor jazzowy
- 20 grudnia – MBrother, właśc. Mikołaj Jaskółka, polski DJ i producent muzyczny (zm. 2018)
- 22 grudnia – Cheek, fiński raper
- 24 grudnia
  - Dima Biłan, rosyjski piosenkarz
  - Xatar, niemiecki raper i producent muzyczny irańskiego pochodzenia (zm. 2025)
- 25 grudnia – Sonja Jonczewa, bułgarska śpiewaczka operowa (sopran)
- 26 grudnia
  - Lilu, właśc. Aleksandra Agaciak, polska raperka, piosenkarka, autorka tekstów, muzyk, kompozytorka i skrzypaczka
  - Nneka, nigeryjska piosenkarka i poetka
- 30 grudnia – Marius Moga, rumuński kompozytor, producent muzyczny, członek duetu Morandi

## Zmarli
- 7 stycznia – José Ardévol, kubański kompozytor i dyrygent pochodzenia hiszpańskiego (ur. 1911)
- 9 stycznia
  - Jerzy Kolasiński, polski kompozytor, pedagog, organizator życia muzycznego (ur. 1906)
  - Kazimierz Serocki, polski kompozytor i pianista (ur. 1922)
- 10 stycznia – Aleksander Marczewski, polski kompozytor, dyrygent i organista (ur. 1911)
- 19 stycznia – Łarysa Rudenko, ukraińska śpiewaczka operowa (mezzosopran) (ur. 1918)
- 20 stycznia – Iva Pacetti, włoska śpiewaczka operowa (sopran) (ur. 1898)
- 22 stycznia – Franco Abbiati, włoski historyk i krytyk muzyki (ur. 1898)
- 23 stycznia – Samuel Barber, amerykański kompozytor (ur. 1910)
- 1 lutego
  - Ernst Pepping, niemiecki kompozytor (ur. 1901)
  - Geirr Tveitt, norweski kompozytor i pianista (ur. 1908)
- 8 lutego – Helena Bartošová-Schützová, słowacka śpiewaczka operowa pochodzenia czesko-węgierskiego (sopran) (ur. 1905)
- 9 lutego – Bill Haley, amerykański muzyk i wokalista (ur. 1925)
- 15 lutego – Karl Richter, niemiecki dyrygent, organista i klawesynista (ur. 1926)
- 26 lutego – Howard Hanson, amerykański kompozytor, dyrygent i pedagog (ur. 1896)
- 3 marca – Melpomeni Nelaj, albańska śpiewaczka operowa (sopran) (ur. 1932)
- 8 marca – Kiriłł Kondraszyn, rosyjski dyrygent, Ludowy Artysta ZSRR (ur. 1914)
- 3 kwietnia – Stefan Herman, polski skrzypek, pedagog (ur. 1902)
- 7 kwietnia – Krzysztof Klenczon, polski kompozytor, gitarzysta i wokalista (wypadek) (ur. 1942)
- 12 kwietnia – Hendrik Andriessen, holenderski kompozytor i organista (ur. 1892)
- 13 kwietnia – Jiří Schelinger, czeski muzyk rockowy, wokalista i kompozytor (ur. 1951)
- 14 kwietnia – Ivan Galamian, amerykański skrzypek i pedagog pochodzenia ormiańskiego (ur. 1903)
- 17 kwietnia – Ludwik Sempoliński, polski aktor, reżyser, tancerz, piosenkarz i pedagog (ur. 1899)
- 7 maja – Mieczysław Koliński, polski muzykolog i kompozytor (ur. 1901)
- 9 maja – Jewgienij Brusiłowski, rosyjski kompozytor i pedagog osiadły w Kazachstanie (ur. 1905)
- 10 maja – Bolesław Lewandowski, polski dyrygent, kompozytor i pedagog (ur. 1912)
- 11 maja – Bob Marley, jamajski muzyk, wokalista, gitarzysta i perkusista (ur. 1945)
- 25 maja – Rosa Ponselle, amerykańska śpiewaczka operowa (sopran dramatyczny) (ur. 1897)
- 8 czerwca – Şövkət Məmmədova, azerska śpiewaczka operowa (sopran koloraturowy liryczny) i instruktorka muzyki (ur. 1897)
- 5 sierpnia – Reginald Kell, angielski klarnecista (ur. 1906)
- 6 sierpnia – Joseph Yasser, amerykański organista, muzykolog i kompozytor, pochodzenia żydowskiego (ur. 1893)
- 12 sierpnia – Rosita Melo, urugwajska kompozytorka i poetka (ur. 1897)
- 14 sierpnia – Karl Böhm, austriacki dyrygent (ur. 1894)
- 18 sierpnia – Robert Russell Bennett, amerykański kompozytor, dyrygent i aranżer (ur. 1894)
- 2 września – Tadeusz Baird, polski kompozytor (ur. 1928)
- 14 września – Yasuji Kiyose, japoński kompozytor (ur. 1900)
- 21 września – Tony Aubin, francuski kompozytor i dyrygent (ur. 1907)
- 22 września – Harry Warren, amerykański kompozytor muzyki rozrywkowej (ur. 1893)
- 30 września – Boyd Neel, angielski dyrygent (ur. 1905)
- 8 października – Oscar Moore, amerykański gitarzysta jazzowy (ur. 1916)
- 9 października – Helen Humes, amerykańska wokalistka jazzowa i bluesowa (ur. 1913)
- 13 października – Marius Casadesus, francuski skrzypek i kompozytor (ur. 1892)
- 14 października – Ingemar Liljefors, szwedzki kompozytor i pianista (ur. 1906)
- 24 października – Bernard Gavoty, francuski organista i pisarz muzyczny (ur. 1908)
- 27 października – Nico Dostal, austriacki kompozytor czeskiego pochodzenia (ur. 1895)
- 29 października – Georges Brassens, francuski bard, poeta i kompozytor (ur. 1921)
- 14 listopada – Jadwiga Szamotulska, polska pianistka (ur. 1911)
- 27 listopada – Lotte Lenya, austriacka piosenkarka i aktorka (ur. 1898)
- 27 grudnia – Hoagy Carmichael, amerykański kompozytor, pieśniarz, autor tekstów piosenek, aktor (ur. 1899)

## Albumy

### polskie
- Warsaw Nights – 2 plus 1
- Jestem panem świata… – Bank
- Śpiewające obrazy – Marek Grechuta
- Mury – Jacek Kaczmarski, Przemysław Gintrowski, Zbigniew Łapiński
- Muzeum (wydanie podziemne – wydanie oficjalne – 1991) – Jacek Kaczmarski, Przemysław Gintrowski, Zbigniew Łapiński
- Krzyk (wydanie wycofane, traktowane jak podziemne – wydanie oficjalne – 1989) – Jacek Kaczmarski
- Blues Rock Band – Krzak
- Maanam – Maanam
- Perfect – Perfect
- Grupa Muzyczna „Pod Budą” Kraków – Pod Budą
- Szeptem malowane – Jerzy Połomski
- Memento z banalnym tryptykiem – SBB
- Józefina – Józef Skrzek
- Iza – Izabela Trojanowska
- Monte Carlo Is Great – Vox

### zagraniczne
- The Visitors – ABBA
- For Those About to Rock We Salute You – AC/DC
- The World as It Is Today – Art Bears
- Mask – Bauhaus
- Mistaken Identity – Kim Carnes
- Shake It Up – The Cars
- Face Value – Phil Collins
- Penis Envy – Crass
- Faith – The Cure
- The Man with the Horn – Miles Davis
- In God We Trust, Inc. – Dead Kennedys
- Speak & Spell – debiut Depeche Mode
- Shot of Love – Bob Dylan
- Time – Electric Light Orchestra
- Električni orgazam – Električni orgazam (debiut)
- In the Garden – Eurythmics (debiut)
- Punks Not Dead – The Exploited (debiut)
- Love All the Hurt Away – Aretha Franklin
- I Kinda Like Me – Gloria Gaynor
- Abacab – Genesis
- Beauty and the Beat – The Go-Go’s
- Stone Free – Jimi Hendrix (pośmiertnie)
- Dare – The Human League
- Killers – Iron Maiden
- Magnetic Fields (Les Chants Magnétiques) – Jean-Michel Jarre
- Nightclubbing – Grace Jones
- Music from „The Elder” – Kiss
- Computerwelt (Computer World) – Kraftwerk
- The Birthday Eve – Loudness (debiut)
- 7 – Madness
- Long Distance Voyager – The Moody Blues
- Too Fast for Love – Mötley Crüe
- Movement – New Order
- Physical – Olivia Newton-John
- Architecture & Morality – Orchestral Manoeuvres in the Dark
- Diary of a Madman – Ozzy Osbourne
- Ghost in the Machine – The Police
- Controversy – Prince
- Flowers of Romance – Public Image Ltd
- Greatest Hits – Queen
- Greatest Flix (VHS z teledyskami) – Queen
- Pleasant Dreams – Ramones
- To Love Again – Diana Ross
- Non-Stop Erotic Cabaret – Soft Cell
- Waiata – Split Enz
- East Side Story – Squeeze
- The Gospel According to the Meninblack – The Stranglers
- La Folie – The Stranglers
- Memories – Barbra Streisand
- Paradise Theatre – Styx
- I’m a Rainbow – Donna Summer
- October – U2
- Rage in Eden – Ultravox
- Fair Warning – Van Halen
- Chariots of Fire – Vangelis
- Nightwalker – Gino Vannelli
- No Cause for Concern – Vice Squad (debiut)
- Face Dances – The Who
- Kim Wilde – Kim Wilde (debiut)
- Re-ac-tor – Neil Young
- Playing to Win – Ricky Nelson
- Perry Como Live on Tour – Perry Como

## Muzyka poważna
- 6. Międzynarodowy Konkurs Pianistyczny im. Van Cliburna
- Powstaje Night Music for John Lennon Lukasa Fossa
- Powstaje Solo Lukasa Fossa

## Nagrody
- Konkurs Piosenki Eurowizji 1981
  - „Making Your Mind Up”, Bucks Fizz